# Степаненко Анатолій Анатолійович
Анатолій Анатолійович Степаненко (нар. 1 липня 1963, місто Бердянськ Запорізької області) — український діяч, секретар Бердянської міської ради Запорізької області. Народний депутат України 6-го скликання.

## Біографія
Свою трудову діяльність розпочав робітником на будівництві. Був муляром.
Служив у Радянській армії, де займався академічною греблею.
З початку 1990-х років — комерційний директор підприємств «Фантом», потім ТОВ «Амбер». Працював заступником директора ТОВ «Торговий дім «Южгідромаш», потім директором ТОВ «Азов-Герат» (база відпочинку «Ніка») у місті Бердянську.
Член Партії регіонів.
У 2006 році закінчив Академію управління інформаційних технологій АРІУ за фахом «Фінанси». Потім закінчив Національну академію державного управління при Президентові України за спеціальністю «Державне управління».
У 2006—2008 роках — секретар Бердянської міської ради Запорізької області. У 2008 році виконував обов'язки голови Бердянської міської ради.
Народний депутат України 6-го скликання з .02.2011 до .12.2012, від Партії регіонів № 220 у списку. Член фракції Партії регіонів (з .02.2011). Член Комітету з питань європейської інтеграції (з .02.2011).
З 18 квітня до 12 серпня 2013 року — 1-й заступник голови Бердянської міської ради Запорізької області.